# Свети Георги (Евангелистрия)
„Свети Георги“ (на гръцки: Ιερός Ναός Αγίου Γεωργίου) е православна църква в лъгадинското село Евангелистрия, Егейска Македония, Гърция, енорийски храм на Сярската и Нигритска епархия на Вселенската патриаршия.

## История
Църквата е построена в центъра на селото в 1952 година с пари на генерал Георгиос Дракопулос. В архитектурно отношение е трикорабна базилика с по-висок среден кораб. През 2005 година църквата е обновена като е построен параклис „Благовещение Богородично“. Част от енорията са и църквите „Свети Анатоний“ и „Свети Христофор“.